# Lithocarpus apricus
Lithocarpus apricus C.C.Huang & Y.T.Chang – gatunek roślin z rodziny bukowatych (Fagaceae Dumort.). Występuje naturalnie w południowych Chinach – w środkowej części Junnanu. 

## Morfologia
PokrójZimozielone drzewo dorastające do 2–5 m wysokości.
LiścieBlaszka liściowa jest nieco skórzasta, omszona od spodu i ma kształt od owalnego do eliptycznego. Mierzy 8–15 cm długości oraz 3,5–6 cm szerokości, jest całobrzega, ma ostrokątną nasadę i spiczasty lub ogoniasty wierzchołek. Ogonek liściowy jest owłosiony i ma 15–25 mm długości.
OwoceOrzechy o kulistawym kształcie, dorastają do 13–16 mm długości i 14–22 mm średnicy. Osadzone są pojedynczo w kubeczkowatych miseczkach, które mierzą 14–22 mm średnicy. Orzechy otulone są miseczkami do 50–75% ich długości.

## Biologia i ekologia
Rośnie w zaroślach bambusowych oraz lasach mieszanych. Występuje na wysokości około 2500 m n.p.m. Owoce dojrzewają od sierpnia do września.